# سرطانات الشواطئ
سرطانات الشواطئ أو سرطانات المستنقعات أو السرطانات ذات المخالب هي فصيلة من السرطانات. تعيش سرطانات الشواطئ عادةً على الشواطئ بين الصخور، وذلك في الأهوار والسبخات، بل وأحياناً في المحيط المفتوح على الأعشاب البحرية الطافية. ليس من الثَّابت بعدُ ما إذا كانت الفصيلة تمثّل مجموعةً أحادية النمط الخلوي أم لا، ولذلك قد تنتمي بعض أجناسها وأنواعها الحالية بالواقع لفصائل أخرى.